# 任哲雄
任 哲雄、（イム・チョルン、朝鮮語: 임철웅、1961年10月27日 - ）は、朝鮮民主主義人民共和国の政治家。朝鮮労働党中央委員会政治局委員候補、内閣副総理。

## 経歴
2001年から朝鮮民主主義人民共和国鉄道省の官僚となり、平壌鉄道局局長、鉄道省参謀長などを歴任。
2014年5月22日に発表された最高人民会議常任委員会政令により内閣副総理に任命された。2015年11月に李乙雪国家葬儀委員会委員、12月に金養建国家葬儀委員会委員に任命された。
2016年5月9日に開催された朝鮮労働党第7次大会で朝鮮労働党中央委員会委員に選出され、5月9日に開催された党中央委員会第7期第1回総会で党中央委員会政治局委員候補に任命された。
2019年3月10日に実施された最高人民会議第14期代議員選挙で代議員に選出され、4月11日に開催された最高人民会議第14期第1回会議で内閣副総理に再任された。